# Cassis (dupla musical)
Cassis (originalmente conhecida como K-Sis entre 2005 e 2015) foi uma dupla brasileira formada pelas irmãs gêmeas Keila Boaventura e Kênia Boaventura. As garotas ganharam notoriedade ao serem contratadas pela EMI, em 2005. Foi quando lançaram o álbum KSIS, que teve como maiores sucessos "Tem Dias" e "Beijos, Blues e Poesia", parte da trilha sonora da novela Malhação.

## Biografia
Nascidas em Campo Belo, Minas Gerais, as irmãs começaram a carreira aos oito anos e participaram de vários festivais em seu estado, até que incentivadas pelo público e pela família decidiram se mudar para São Paulo. Em São Paulo passaram a se apresentar em bares da Serra da Cantareira, tradicional reduto pop rock paulistano. Depois de muitos shows e aparições em programas de TV, decidiram gravar um CD demo. O material, a maioria composto pela dupla, chamou atenção de produtores locais.

## Carreira
Em 2005 a dupla chamou também a atenção do público em geral com o álbum KSIS. Nesse primeiro trabalho, produzido por Guto Campos, gravaram 10 faixas que vão de baladas até o rock com guitarras marcantes e letras que falam das situações vividas pelos jovens. As irmãs também mostram seu lado compositora em 3 faixas: "Rima Pobre", "Pesadelo" e "Conselho de um Chapado". Além delas, o hit de maior sucesso da dupla, a balada Beijos, Blues e Poesia, que foi bastante executada nacionalmente e fez parte da trilha-sonora do seriado teen Malhação. Em 2007, elas lançaram o álbum Amores Cruzados. O novo trabalho, foi produzido pelo guitarrista Emerson Villani, que além de fazer parte do Funk Como Le Gusta, acompanha os Titãs. Foi gravado nos estúdios Bi Bop e Tra-la-lá, trazendo 10 faixas inéditas, a maioria compostas pelas irmãs e seus parceiros. Em 2007 decidiram encerrar as atividades temporariamente.
Em 2015 a dupla retornou temporariamente para o lançamento de um EP com três singles como presente para seus fãs. e "Tampa de Caçarolinha". Em 2018 retornaram oficialmente, porém sob o nome de Cassis, passando a apostar no indie pop.

## Discografia

### Álbuns
| Álbum           | Detalhes                                                                               |
| --------------- | -------------------------------------------------------------------------------------- |
| K-Sis           | - Lançamento: 23 de dezembro de 2005 - Formatos: CD, download digital - Gravadora: EMI |
| Amores Cruzados | - Lançamento: 22 de outubro de 2007 - Formatos: CD, download digital - Gravadora: EMI  |

### Extended plays(EP)
| Álbum | Detalhes                                                                                 |
| ----- | ---------------------------------------------------------------------------------------- |
| K-Sis | - Lançamento: 11 de março de 2015 - Formatos: Download digital - Gravadora: Independente |

### Singles
| Título                   | Ano  | Álbum                         |
| ------------------------ | ---- | ----------------------------- |
| "Tem Dias"               | 2005 | K-Sis                         |
| "Beijos, Blues e Poesia" | 2006 | K-Sis                         |
| "Pesadelo"               | 2006 | K-Sis                         |
| "Amores Cruzados"        | 2007 | Amores Cruzados               |
| "Vida Urbana"            | 2007 | Amores Cruzados               |
| "Surdina"                | 2015 | K-Sis EP                      |
| "Foreva"                 | 2015 | K-Sis EP                      |
| "Tampa de Caçarolinha"   | 2015 | K-Sis EP                      |
| "Contato"                | 2018 | Não adicionado à nenhum álbum |
| "Mapa Astral"            | 2018 | Não adicionado à nenhum álbum |
| "Louco"                  | 2019 | Não adicionado à nenhum álbum |

### Videoclipes
| Título                   | Ano  | Diretor                             |
| ------------------------ | ---- | ----------------------------------- |
| "Experimento"            | 2005 | Keila Boaventura e Kênia Boaventura |
| "Tem Dias"               | 2005 | —                                   |
| "Beijos, Blues e Poesia" | 2006 | Maurício Eça                        |
| "Amores Cruzados"        | 2007 | —                                   |
| "Contato"                | 2018 |                                     |
| "Mapa Astral"            | 2018 |                                     |
| "Louco"                  | 2019 |                                     |